# Sancta Maria in Paradyso

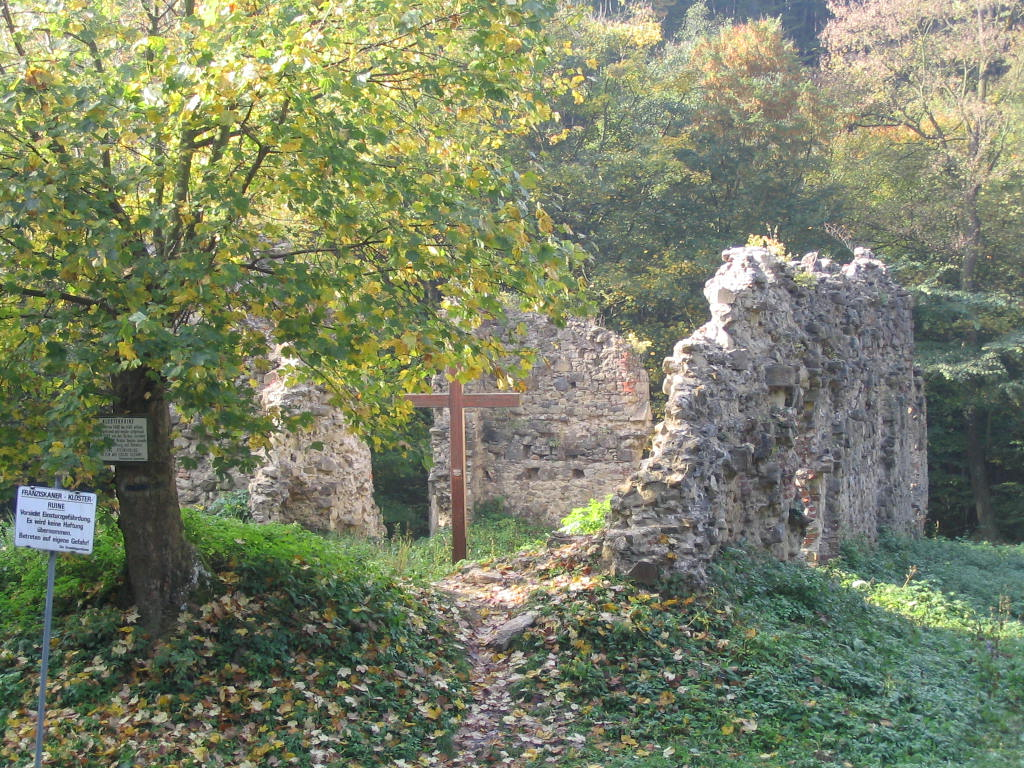
Klosterruine Riederberg

Das Kloster Sancta Maria in Paradyso (auch: Klosterruine Riederberg oder Sankt Laurentius im Paradies) ist eine Klosterruine im niederösterreichischen Wienerwald, Gemeinde Tullnerbach, ganz am Rand des Gemeindegebiets an der Grenze zu Sieghartskirchen.

## Geschichte
Bereits im 14. Jahrhundert wird mehrmals eine St.-Laurentius-Kirche genannt, so beispielsweise in einem Urbar des bayerischen Kloster Freising aus 1305/1306, eine Kapelle, die möglicherweise am Riederberg stand.
Gabriel Rangoni von Verona, damals Provinzialvikar der österreichischen Ordensprovinz, gründete auf Grund einer Schenkung durch die Habsburger um 1440, nach anderen Quellen ab 1455, in einem Tal des Riederbachs am westlichen Hang des Weideck-Berges ein schlichtes Franziskaner-Observantenkloster unter dem Einfluss der Bewegung des Johannes Capistrano, der das Kloster in das österreichisch-böhmische Observantenvikariat eingliederte. Für einen Bettelorden ungewöhnlich war die Lage des Klosters weit entfernt von einer Stadt, daher könnte es sich um eine Ausbildungsstätte des Ordens handeln.
Die einschiffige, spätgotische Kirche war der Mutter Gottes und dem hl. Laurentius gewidmet. In der Nachbarschaft befanden sich auf drei Ebenen weitere Wirtschaftsgebäude. 1464 tagte in Sta. Maria in Paradyso das franziskanische Provinzialkapitel, Gabriel Rangoni wurde erneut zum Generalvikar gewählt.
1495 starb Frater Thomas von Eggenburg, der Quaestor des Klosters, auf der Heimkehr im Schnee. Ein Brand wütete im Jahre 1509 und zerstörte einen Großteil der Anlagen, Frater Zacharias kam in den Flammen, vor dem Hochaltar stehend, ums Leben.
Am 26. September 1529 steckten osmanische Truppen das Kloster mit der Kirche in Brand, 18 Klosterbrüder kamen bei dem Angriff ums Leben, vier weitere wurden im Wald ermordet.
Sowohl die Kirche als auch das Kloster wurden aufgrund eines Kapitelsbeschlusses von 1530 nicht wieder vor Ort aufgebaut. Stattdessen entstand 1623 das neue Franziskanerkloster „Zur heiligen Dreifaltigkeit“ in Neulengbach, wo eine Erinnerungstafel an das Paradieskloster angebracht wurde. Das Franziskanerkloster Neulengbach wurde aufgrund der josephinischen Reformen 1786 aufgehoben jedoch 1789 als Pfarrkirche Neulengbach geweiht.
Die Ruine des Klosters diente über die Jahrhunderte als Baustoffquelle für Profanbauten in den Nachbarorten.

## Beschreibung
Von der ehemaligen Klosterkirche sind noch bauliche Reste des Langhauses und geringe Reste des Chors obertägig erhalten. Das Langhaus war mit einem dreijochigen Ziegelgewölbe versehen, wovon noch Teile der Gewölbeansätze erhalten sind. Vermutungen über einen möglichen polygonalen Chorschluss wurden durch eine Ausgrabung im Jahr 2013 widerlegt. Wahrscheinlich wurde in einer neuzeitlichen Bauphase eine runde Apsis an den Chor angestellt, wie erkennbare Baufugen vermuten lassen. Im Bereich des Westportals lassen sich mindestens zwei Bauphasen einer Westempore in Form von Balkenlöchern und nachträglich angebrachte Aussparungen für ein Gewölbe erkennen. Im Zuge der genannten Ausgrabung wurden auch zwei achteckige Säulensockel der Westempore aus Sandstein und Teile eines Ziegelfußboden in spicatum-Muster freigelegt. Auf einer Abbildung im sogenannten Kronprinzenwerk von 1888 sind an der Nordwestecke des Langhauses noch Reste des angestellten zweistöckigen Klostergebäudes erkennbar. Östlich der Klosterkirche sind geringe Reste eines rechteckigen Nebengebäudes erkennbar. Am westlich des Langhauses gelegenen Steilhang befinden sich eine Substruktion und Reste eines Strebepfeilers.